# سیارک ۲۴۳۵۱۶
سیارک ۲۴۳۵۱۶ (به انگلیسی: 243516 Marklarsen، نام‌گذاری: 2010CC7)۲۴۳۵۱۶مین سیارک کشف شده است که در ۰۶ فوریه ۲۰۱۰ کشف شد.